# المدينة القديمة (الدار البيضاء)

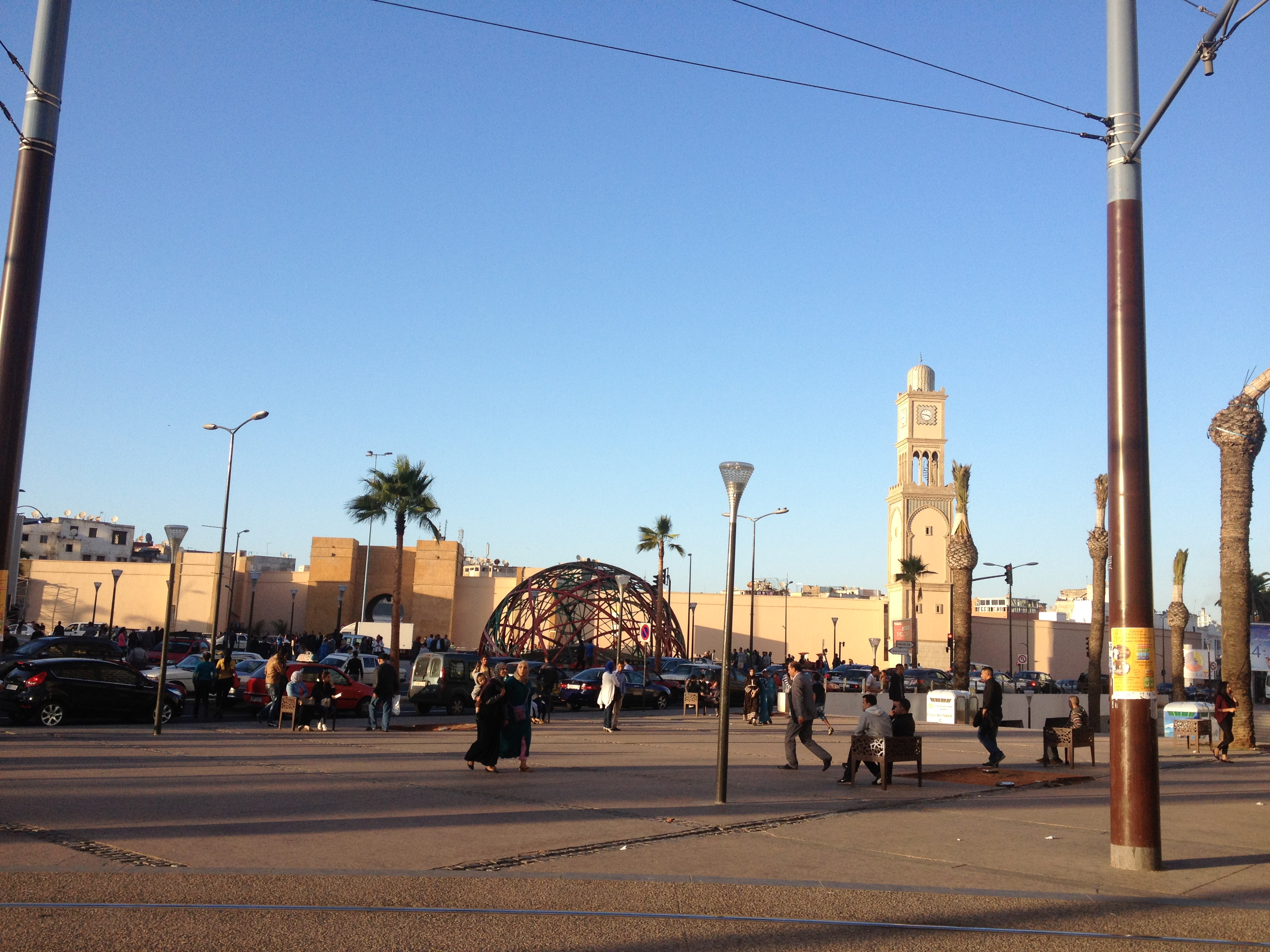
منظر لأحد مداخل المدينة القديمة من ساحة الأمم المتحدة وسط الدار البيضاء.

المدينة القديمة بمدينة الدارالبيضاء المغربية هي من أقدم أحياء المدينة، بل وكانت مدينة الدار البيضاء تقتصر على ما داخل أسوار المدينة القديمة قبل الاستعمار الفرنسي. يقع الحي قرب ميناء الدار البيضاء وقد كان يشكل أيضا أحياء أخرى للدار البيضاء. وهو ما يجعل المدينة القديمة معلمة سياحية تعكس موروثا تاريخياً في الدار البيضاء. كما تعد معقلا لمشجعي نادي الوداد الرياضي و مجموعة الوينرز 2005. وعند دخول المدينة والتجول بين أزقتها ستلاحظ رسومات فريق الوداد الرياضي في كل مكان،

## أهم المواقع
- شارع البازارات حيث توجد بازارات أو محلات لبيع التحف يرتاده الكثير من السياح
- سوق «البحيرة» للكتب المستعملة ويتواجد فيه عدد كبير من الكتب النادرة بعضها لم يبق في الأسواق يرتاده الفقراء والأغنياء[2]
- باب مراكش وهو أحد الأبواب المؤدية إلى الحي
- ميناء الدار البيضاء
- محطة الدار البيضاء الميناء
- منزل الحاج محمد بنجلون تويمي
- الرسومات الخاصة بفريق الوداد الرياضي المنتشرة في الحي كله
- الكرة الارضية